# Fersman (cráter)

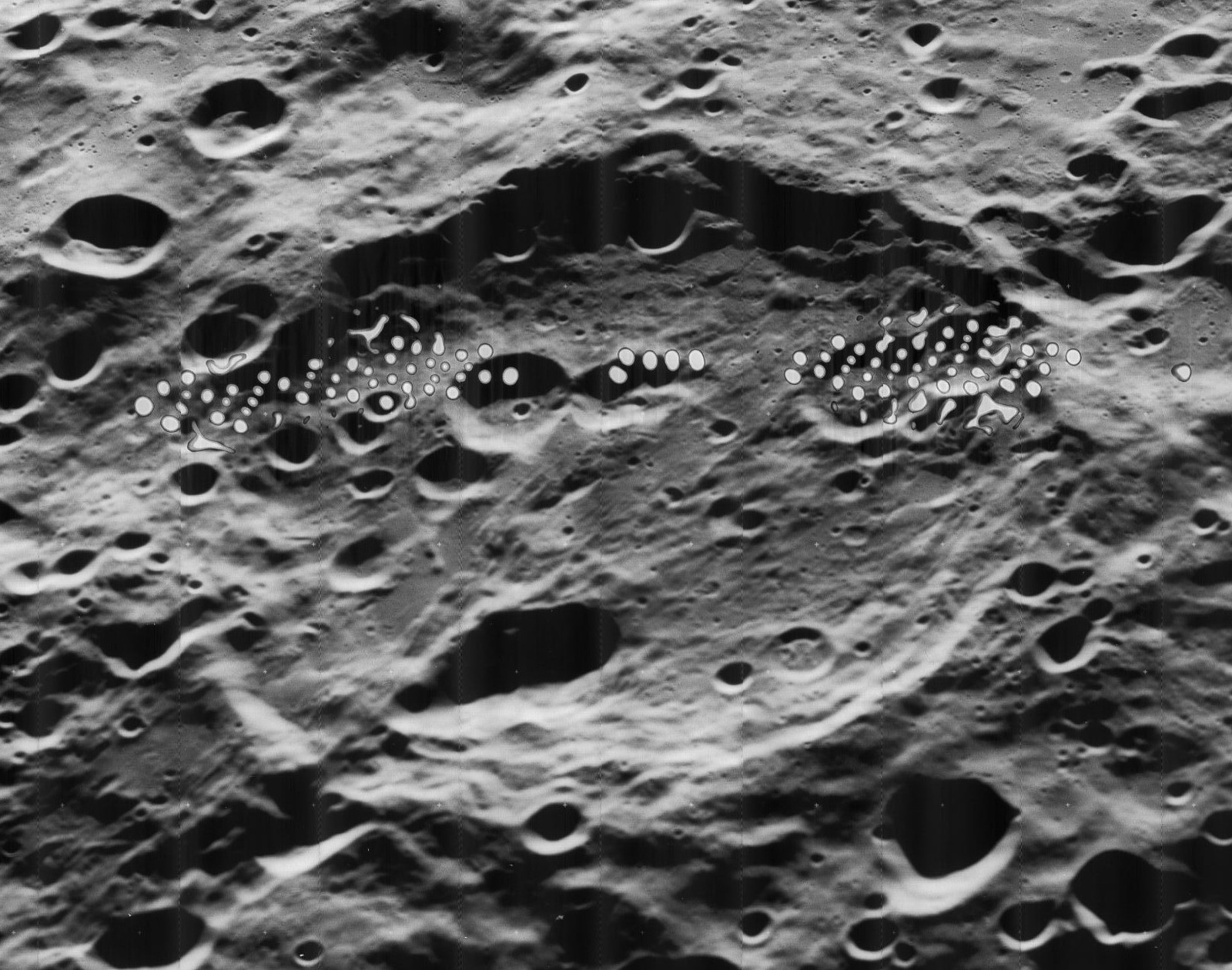
Imagen oblicua desde el Lunar Orbiter 5. Las bandas de puntos proceden del original.

Fersman es un gran cráter de impacto situado en la cara oculta de la Luna . Se encuentra al este del cráter Poynting y al oeste-noroeste de Weyl. Al sur se halla la enorme llanura amurallada del cráter Hertzsprung.
|  |

Se trata de un cráter con un borde exterior desgastado y de baja altura. El brocal sureste y el suelo interior oriental se caracterizan por depósitos de eyección con tendencia de sureste a noroeste. También muestra una serie casi lineal de pequeños cráteres que comienzan al sureste del cráter principal, y continúan unos 100 km al noroeste del cráter. La cadena se interrumpe al otro lado del interior del cráter, y continúa de nuevo cerca del borde norte.
Varios otros cráteres pequeños aparecen en todo la plataforma interior, incluyendo una agrupación al sur del punto medio. El borde muestra una curva hacia afuera, con los laterales sureste, norte y sur irregulares. Un pequeño cráter se inserta en la pared interior occidental.